# Kurt Hacker
Kurt Hacker (* 21. Dezember 1920 in Wien; † 13. Oktober 2001 ebenda) war ein österreichischer Polizist, Widerstandskämpfer gegen den Nationalsozialismus und ein Überlebender des Konzentrationslagers Auschwitz. Er leitete die Gedenkstätte Mauthausen und war Präsident des Internationalen Auschwitz Komitees.

## Leben
Hacker wurde während des Zweiten Weltkrieges zur Wehrmacht eingezogen und war nach dem Westfeldzug als Dolmetscher bei der Wehrmachtsgarnison Brüssel eingesetzt. Sozialistisch orientiert betätigte er sich in einer Widerstandsgruppe, die konspirativ gedruckte antifaschistische Denkschriften verbreitete. Im Zuge dieser Aktivitäten wurde er verhaftet und erhielt nach einem Prozess eine 16-jährige Haftstrafe, die er zunächst in Zuchthäusern verbrachte.
Als politischer Häftling wurde er 1942 in das KZ Auschwitz eingewiesen (Häftlingsnr. 130.029) und schloss sich dort dem Lagerwiderstand an. Ende 1944 gehörte er einem Abbruchkommando an, das die Vergasungsanlagen in Vernichtungslager Auschwitz-Birkenau abbauen und für den Transport in das KZ Mauthausen verpacken musste.
Während der Evakuierung des KZ Auschwitz im Januar 1945 konnte Hacker mit vier weiteren österreichischen Häftlingen, darunter Franz Danimann, flüchten und sich nahe dem Lager eine Woche verbergen. Nach dem Eintreffen der Roten Armee am 27. Januar 1945 kamen die fünf Häftlinge wieder in das Lager und halfen bei der Versorgung der in Auschwitz zurückgelassen kranken Häftlinge mit. Kurz darauf sicherte insbesondere Hacker mit Unterstützung Danimanns in den Räumlichkeiten der Lager-SS Beweismaterial über die Verbrechen im KZ Auschwitz, welches sowjetischen Offizieren ausgehändigt und später einer Untersuchungskommission aus Moskau übergeben wurde. Bald darauf konnte Hacker mit seinen Kameraden nach Wien zurückkehren, wo die befreiten Häftlinge am 2. Mai 1945 ankamen.
Am 9. Mai 1945 meldete sich Hacker bei der neu etablierten Polizeidirektion Wien, wo er bereits am folgenden Tag seinen Dienst antreten konnte. Bei der Abteilung I (Staatspolizei), einer im Juni 1945 eingerichteten Fahndungsabteilung zur Aufspürung von Kriegsverbrechern, wurde er Sekretär des Abteilungsleiters Heinrich Dürmayer. Dieser Polizeieinheit gelang es den ehemaligen Leiter der Lagergestapo im KZ Auschwitz Maximilian Grabner und den seinerzeitigen Lagerkommandanten im Ghetto Theresienstadt Siegfried Seidl aufzuspüren und festzunehmen. Neben seinem Polizeidienst absolvierte er als Werkstudent ein Studium der Rechtswissenschaft. Er war in der Nachkriegszeit der KPÖ beigetreten. Hacker wurde 1949 zum Polizeikommissär ernannt und war ab 1950 am Polizeikommissariat Alsergrund tätig. Während des Kalten Krieges wurde er als linker Beamter 1952 dem Sicherheitsbüro zugeordnet und wurde schließlich als Kriminalpolizist bzw. später Jurist an Außenstellen der Wiener Bundespolizeidirektion tätig. Er wurde 1970 zum Polizeirat, 1976 zum Oberpolizeirat und zuletzt zum Hofrat ernannt.
Von 1976 bis 1986 leitete er die Gedenkstätte Mauthausen als Nachfolger von Hans Maršálek. Im Ruhestand nahm Hacker ein Geschichtsstudium auf. Ab 1997 war Hacker Präsident des Internationalen Auschwitz Komitees (IAK). Als Zeitzeuge trat er vor Studenten auf und gab zudem Interviews.
Hacker starb am 13. Oktober 2001 an Herzversagen, während er auf dem Weg zu einer Sitzung des IAK in Heidelberg war. Die Beisetzung fand am 11. November 2001 auf dem Friedhof Liesing statt. Hacker war seit Dezember 1945 mit Gertrude, geborene Toth (1924–2020), verheiratet.